# 대한민국 민법 제356조
대한민국 민법 제356조는 저당권의 내용에 대한 민법 물권법 저당권 조문이다. 2024년 9월 20일 일부개정되어 2024년 9월 20일에 공포, 2025년 01월 31일에 시행되었다., 

## 조문
제356조(저당권의 내용) 저당권자는 채무자 또는 제삼자가 점유를 이전하지 아니하고 채무의 담보로 제공한 부동산에 대하여 다른 채권자보다 자기채권의 우선변제를 받을 권리가 있다.

第356條(抵當權의 內容) 抵當權者는 債務者 또는 第三者가 占有를 移轉하지 아니하고 債務의 擔保로 提供한 不動産에 對하여 다른 債權者보다 自己債權의 優先辨濟를 받을 權利가 있다.

Article 356 (Mortgages) The mortgagee-creditor has the priority over other creditors regarding the security for the debt given without transferring possession by the debtor or third party.

## 해설
저당권은 당사자간의 합의와 저당권설정등기가 있어야 그 효력을 발생하고, 채무자가 약속한 채무의 이행기에 변제를 하지 않으면 채권자인 저당권자는 법원에 경매신청을 할 수 있다. 채무이행은 원칙적으로 위와 같이 그 변제기에 이행해야 하나, 변제기 도래전이라도 채무자가 담보를 손상·감소·멸실하게 하거나 담보제공의무를 이행하지 않는 경우에는 그 기한의 이익을 상실한다.

## 사례
A씨(매수인)는 은행 근저당권이 설정되어 대출받은 B씨(매도인)의 주택을 채무자 명의를 변경하지 않은 채, 대출금거래장을 인계받는 것으로 매매계약을 체결하였다. 물론, B씨 명의의 대출잔액을 A씨가 대신 갚는 조건이다. 그러나 그 후 A씨가 대출이자를 수개월간 연체하자 B씨는 이미 자기 손을 떠났다고 생각하는 대출로 인해 자신이 신용불량자로 등재될 것이라는 통지를 받았다. 이로 인해 B씨는 신규 대출은 물론 신용카드도 새로 발급받지 못하는 지경에 이르렀다..

## 참고 문헌
- 오현수, 일본민법, 진원사, 2014. ISBN 978-89-6346-345-2
- 오세경, 대법전, 법전출판사, 2014 ISBN 978-89-262-1027-7
- 이준현, LOGOS 민법 조문판례집, 미래가치, 2015. ISBN 979-1-155-02086-9

## 같이 보기
- 대한민국 상법 제871조 특별저당권
- 대한민국 민법 제649조
- 대한민국 민법 제186조 부동산물권변동의 효력